# Barón Sangre
Barón Sangre es el nombre de varios supervillanos ficticios que aparecen en los cómics estadounidenses publicados por Marvel Comics. La primera encarnación del Barón Sangre, John Falsworth, apareció por primera vez en The Invaders #7 (julio de 1976), quien ha sido parte de la galería de villanos del superhéroe Capitán América desde la Segunda Guerra Mundial. La segunda encarnación, Victor Strange, debutó en Doctor Strange, Sorcerer Supreme vol. 3 #10 (diciembre de 1989). La tercera encarnación, Kenneth Crichton, hizo su primera aparición en Capitán América #253 (octubre de 1980).

## Historial de publicación
Creado por Roy Thomas y Frank Robbins, la encarnación original apareció por primera vez en Invasores # 7 (julio de 1976), una segunda encarnación creada por Thomas y Jackson Guice apareció en Doctor Strange, Sorcerer Supreme volumen 3, # 10 (diciembre de 1989) y Ben Raab y John Cassaday crearon para Union Jack # 1-3 (diciembre de 1998 a febrero de 1999) nuevas encarnaciones, basadas en personajes creados originalmente por Roger Stern y John Byrne para el volumen de Captain America. 1 # 253 (enero de 1981).

### Publicaciones de los 70
Roy Thomas y Frank Robbins presentaron al original Barón Sangre, John Falsworth, en Los Invasores # 7-9 (julio-octubre de 1976); en la historia, los flashbacks muestran que Drácula lo convirtió en vampiro en un viaje a Transilvania y se unió a las fuerzas alemanas para la Primera Guerra Mundial y la Segunda Guerra Mundial, mientras que en la actualidad se queda en Falsworth Manor bajo el disfraz de su propio hijo conspirando para matar a su sobrina, Jacqueline Falsworth, para vengarse de su hermano mayor, Lord Falworth, hasta que es asesinado por el Capitán América.

### Publicaciones de la década de 1980
Roger Stern y John Byrne le dieron a Falsworth una identidad falsa como el Dr. Jacob Cromwell para el Capitán América vol. 1 # 253-254 (enero-febrero de 1981); En la historia, que presenta la primera aparición de sus sucesores Kenneth Crichton y Lilly Cromwell, es derrotado y asesinado por el Capitán América y el nuevo Union Jack Joey Chapman. Falsworth hizo una breve reaparición de Tom DeFalco en Avengers Annual # 16 (1987); en la historia, él es uno de un grupo de villanos que han regresado de la muerte para luchar contra los Vengadores.

### Publicaciones de los 90
Kenneth Crichton hizo una breve aparición en la historia de Fabian Nicieza y Kieron Dwyer "The Establishment" para Marvel Comics Presents vol. 1 # 42 (febrero de 1990); En un flashback a los eventos que siguieron a su debut, se le muestra persuadiendo a su madre, Lady Jacqueline, a permitir que Joey Chapman continúe como Union Jack. Dan Slott y Rita Fagiani presentaron a Crichton y su madre nuevamente en "Young Blood" para Marvel Comics Presents vol. 1 # 89 (noviembre de 1991); En la historia, es secuestrado en un intento de robar el secreto de la juventud a la recientemente rejuvenecida Lady Jacqueline. Mientras Ron Marz y Ron Lim presentó a Falsworth en la historia de la Segunda Guerra Mundial "The Gift" para Namor the Sub-Mariner Annual # 2 (1992); En la historia, Falsworth gana sobre los afectos del interés amoroso de Namor.
Falsworth aparece como un personaje secundario en la miniserie de cuatro temas de Mortigan Goth: Immortalis (septiembre de 1993 a octubre de 1994) de Nicholas Vince y Mark Buckingham para Marvel Reino Unido; la historia revela en un flashback que durante su estancia en Falworth Manor durante la Segunda Guerra Mundial bajo su supuesta identidad original, convirtió al amante despreciado del antihéroe titular en un vampiro.
Crichton y Cromwell aparecieron como personajes secundarios en la miniserie de tres números de Union Jack de Ben Raab y John Cassaday (diciembre de 1998-febrero de 1999); en la historia, Cromwell seduce a Crichton como la Baronesa Sangre, se transforma en el nuevo Barón Sangre, y finalmente se deja morir. Mientras Falsworth apareció como el principal antagonista en Sgt. Fury de Bill Rosemann & Vince Evans en la era de la Segunda Guerra Mundial, la historia de respaldo de Fury para el Capitán América vol. 3 # 20-21 de agosto a septiembre de 1999); en el que amenaza con convertir a Fury y su equipo en vampiros.

### Publicaciones del 2000
Cromwell apareció como el principal antagonista de Allan Jacobsen y New Invaders # 4-5 de CP Smith (enero a febrero de 2005); en la que atrapa a Lady Jacqueline usando una imagen de Crichton y alimenta su sangre a su hijo vampiro recién nacido, mientras que Falsworth hizo una breve aparición en la historia de Steve Niles y Rafael Garres "Self-Made Monster" para Amazing Fantasy # 17 (marzo de 2006); en el que un flashback muestra que se está vengando contra el bioquímico Michael Morbius por contaminar la línea de sangre del vampiro.

### Publicaciones de 2010
Mike Benson y Paul Grist presentaron a Falsworth en la historia de flashback de la Segunda Guerra Mundial Operación: Hada de los dientes para el 70.o aniversario Capitán América # 616 (mayo de 2011); en la historia, el Capitán América se convierte temporalmente en un vampiro por Barón Sangre.

## Biografía del personaje ficticio

### John Falsworth
John Falsworth aparece por primera vez en el título Invaders como un aristócrata inglés. Aunque se hace pasar por el primer hijo de John Falsworth, se revela en flashback que el personaje es en realidad el original, hecho posible debido a que ahora es un vampiro sin edad. Cuando la fortuna familiar se deja al hermano mayor James, John Falsworth abandona Inglaterra para perseguir un interés: la tradición vampírica. Falsworth viaja a Transilvania y se encuentra con el vampiro original Drácula, quien, después de dominar a Falsworth, drena su sangre y lo convierte en uno de los no muertos. Drácula luego le ordena a Falsworth que regrese a Inglaterra y cause un caos en venganza por las acciones del ex oponente Jonathan Harker. Adoptando el alias de "Barón Sangre", el personaje se alía con Alemania durante la Primera Guerra Mundial y sin que ninguna de las partes se dé cuenta de la identidad del otro, lucha contra su propio hermano, que ahora es el héroe inglés Union Jack. La sangre es herida por Jack con una daga de plata, y huye para recuperarse.
El personaje reaparece durante la Segunda Guerra Mundial en su personalidad falsa, y una vez más ayuda a Alemania, con la tecnología nazi que lo ayuda a reducir su susceptibilidad a la luz solar (una de las principales debilidades de los vampiros). Como Sangre, Falsworth ataca y hiere a su sobrina, Jacqueline Falsworth, pero es expulsada por la Antorcha Humana original. Casi muerta debido a la pérdida de sangre, Jacqueline Falsworth se salva cuando la Antorcha le da una transfusión de sangre. La sangre artificial hace que el personaje desarrolle habilidades sobrehumanas, y ella se convierte en la heroína Spitfire. La sangre captura a Spitfire y la lleva a una caverna debajo de la Mansión Falsworth, donde, en una batalla final con Union Jack, paraliza al héroe al dejar caer una roca en sus piernas. El equipo de superhéroes, Los Invasores, sin embargo, llega y derrota a Sangre, conduciendo su cuerpo hacia una estalagmita con vetas plateadas.
Barón Sangre reaparece cuando los soldados japoneses enviados por la espía Lady Lotus encuentran la caverna e intentan resucitar al personaje. Los soldados son expulsados por Union Jack II (el hijo de James Falsworth, Brian) y Spitfire, aunque Sangre es revivido accidentalmente. La sangre viaja a los Estados Unidos de América y, después de una breve escaramuza con los Invasores, se une al equipo nazi con el Super-Axis para una batalla final con los héroes. Sangre se mata una vez más cuando se empala en una estaca lanzada por Namor, el Sub-Marinero.
En el título Capitán América, un sirviente de Drácula, el Dr. Jacob Cromwell, es enviado a revivir a Sangre, cuyos huesos están almacenados en la Torre de Londres. Aunque Cromwell tiene éxito, Sangre lo traiciona y lo mata a él y a una de sus hijas, convirtiendo a la otra en un vampiro (que se convierte en Baronesa Sangre). Asumiendo la identidad de Cromwell, Blood comete una serie de asesinatos que despiertan las sospechas de su ahora muy anciano hermano James. El mayor Falsworth solicita la ayuda de Captain America, quien con la tercera versión de Union Jack lucha contra Sangre. Después de haber sido engañado para que pensara que Union Jack era su hermano mayor James, Sangre se decapita con el Escudo del Capitán América. El cuerpo del personaje se quema en cenizas, con las cenizas esparcidas.
Barón Sangre regresa en la historia de Avengers: Standoff! como un preso de Pleasant Hill, una comunidad cerrada establecida por S.H.I.E.L.D.
Durante la parte de "Apertura de Salvo" de la trama del Imperio Secreto, Barón Sangre es reclutado por el Barón Helmut Zemo para unirse al Ejército del Mal.

### Victor Strange
La historia "El libro de los Vishanti: La maldición de la oscuridad" en el título Doctor Strange: Sorcerer Supreme presenta una nueva versión del personaje. Cuando un Doctor Strange que aún no tiene experiencia intenta resucitar a su hermano Víctor con un hechizo del Libro de Vishanti, revive al personaje como un vampiro. Dado el traje y el nombre de "Barón Sangre" por una hechicera vudú, Victor Strange intenta controlar su sed de sangre y convertirse en un vigilante disfraz llamado "Khiron". Intenta atacar solo a los criminales y cuando los criminales no están disponibles, Victor utiliza a su novia dispuesta, Morgana. Sin embargo, sus impulsos heroicos se utilizan contra él; Victor es presa de Cagliostro, una entidad antigua que necesita sangre de vampiro para vivir. Víctor apenas se escapa de esta situación. La sed de sangre, sin embargo, obliga al personaje a matar a inocentes y finalmente se suicida.

### Kenneth Crichton
La versión final de Barón Sangre aparece en la miniserie Union Jack. Kenneth Crichton, el hijo de Jacqueline Falsworth y quien padece la afección médica anemia, se separa de su familia después de negarse a adoptar la identidad de Union Jack, y considera que su amigo cercano Joey Chapman es una mejor opción. Crichton encuentra a Baronesa Sangre, quien se ofrece a curar su anemia. El personaje acepta y se convierte en un vampiro, convirtiéndose en el nuevo Barón Sangre. La Baronesa Sangre dirige a Crichton a robar el Santo Grial de un museo y usa el artefacto para volverte inmune a todas las debilidades de los vampiros. La Baronesa luego traiciona a Crichton y sus sirvientes vampiros, dejándolos morir cuando se exponen a la luz del sol.

## Poderes y habilidades
El primer Barón Sangre posee todos los poderes de un vampiro, incluida la fuerza y durabilidad sobrehumanas; el hipnotismo y la capacidad de mando de los murciélagos; lobos; perros; ratas y ratones. Las debilidades incluyen la vulnerabilidad a la luz solar; ajo; plata; la presencia de símbolos religiosos; decapitación y una estaca de madera a través del corazón.
Cortesía de la ciencia nazi, la sangre recibió un tratamiento que permite la actividad a la luz del sol, al menos por un período de tiempo, aunque esto también impidió que funcionaran los tradicionales poderes de cambio de forma de un vampiro (en un lobo o un murciélago). Su transformación en un vampiro también activó de alguna manera una capacidad psiónica de auto-levitación aparentemente latente, que permitía a la Sangre volar sin tener que convertirse en un murciélago.

## Otras versiones

### Tierra-3931
En este universo donde todo el mundo es un vampiro, la versión Kenneth Crichton de Barón Sangre fue la última Union Jack antes de convertirse en Hermano Sangre.

### Tierra-65
En el universo Spider-Gwen, Barón Sangre es un vampiro basado en el músico Prince. Estuvo activo en la década de 1940 y fue tanto un antagonista como un amante del Capitán América de la Tierra-65.

### Marvel Apes
Ambientada en un universo alternativo, la miniserie Marvel Simios representa a los héroes de la Tierra como simios inteligentes con Barón Sangre haciéndose pasar por el héroe Capitán América en los Ape-Vengers (una versión distorsionada del equipo de superhéroes, los Vengadores). El villano finalmente se opone y es derrotado por el verdadero Capitán América.

### Viejo Logan
En las páginas del Viejo Logan, el anciano Logan se había despertado en la Tierra-616 y tenía un flashback en el que el Barón Sangre, Cráneo Rojo, el Conde Nefaria, Espiral y Torbellino estaban de pie sobre los cadáveres de los superhéroes el día en que los villanos se levantaron y los héroes cayeron.

## En otros medios

### Televisión
- Barón Sangre aparece en Marvel Disk Wars: The Avengers, con la voz de Kazunari Tanaka.[15]